# Baglamas

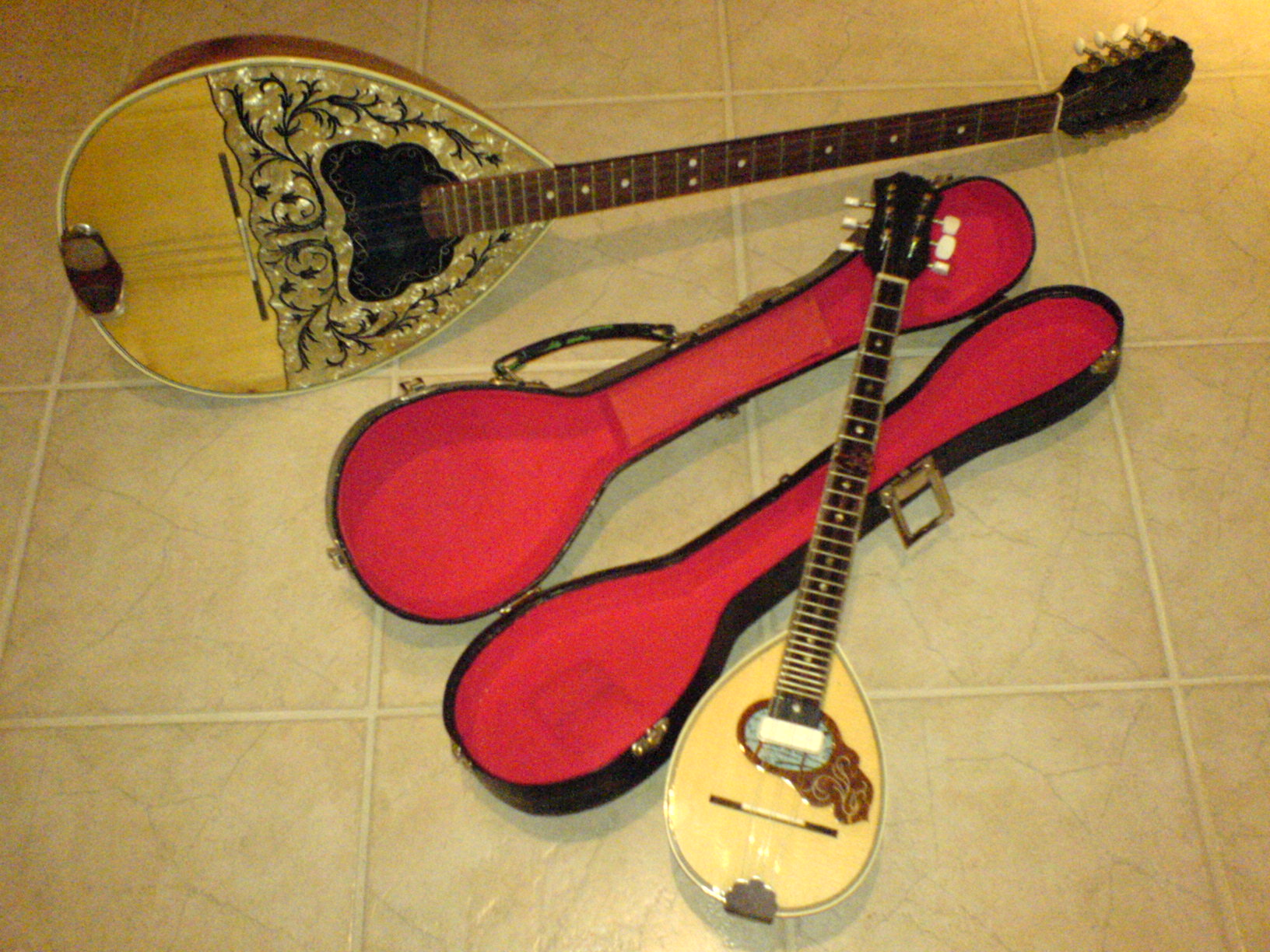
Un baglamas grec

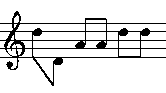
sintonia baglamas

El baglamas  (del grec μπαγλαμάς) o  baglamadaki (μπαγλαμαδάκι)., és un instrument de corda pinçada (llaüt de coll llarg) utilitzat en la música grega. Es tracta d'una versió del bouzouki afinat una octava més alt (nominalment Re-La-Re), amb quatre parells afinats a l'uníson per les quatre cordes més altes i un parell en octava per a les més baixes. Musicalment, el baglamas es veu sovint acompanyant al bouzouki a la música popular "Rebétiko" a l'estil ciutat del Pireu.
Per a construir el cos, sovint es buida un tros de fusta (construcció skaftos), o bé es fa a partir d'una carbassa, però també hi ha baglamas amb caixa clàssica. Les seves petites dimensions fa que sigui especialment popular entre els músics que necessiten un instrument prou transportable com per dur-lo a tot arreu amb facilitat. Durant bona part del segle xx, els que tocaven el bouzouki i el baglamas van ser perseguits pel govern, i els instruments van ser destruïts per la policia.
El nom prové del turc bağlama, un instrument similar.